# Betty Snyder Holberton

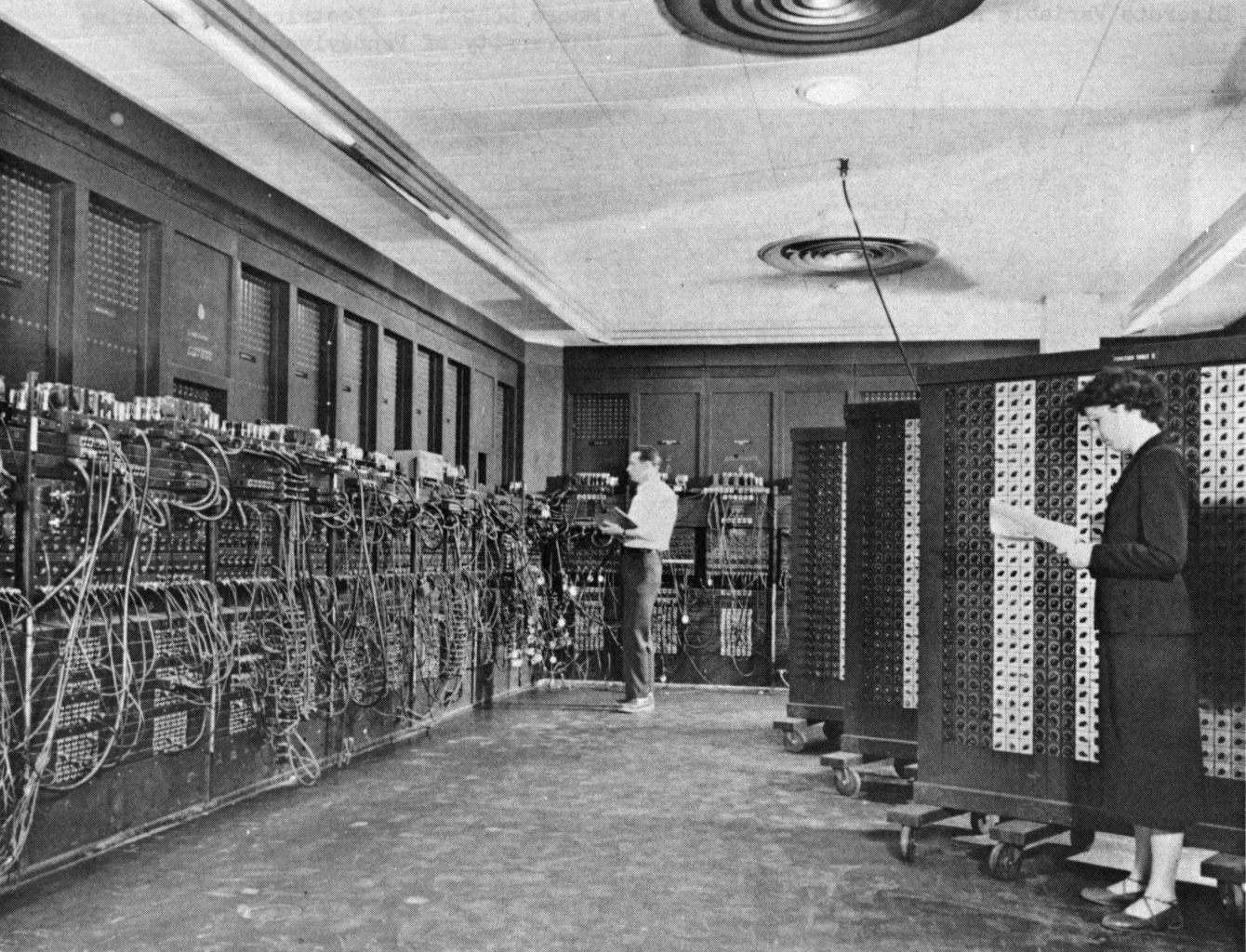
Betty Holberton (al fons a la dreta) programant l'ENIAC a Philadelphia, Pennsylvania, BRL building 328 (1940s/1950s)

Betty Snyder Holberton (Filadèlfia, Pennsilvània, 7 de març de 1917 - Rockville, Maryland, 8 de desembre de 2001) va ser una de les sis programadores originals de l'ENIAC, el primer ordinador digital de propòsit general. També és reconeguda internacionalment per les seves contribucions al llenguatge COBOL.

## Primers anys i educació
En el seu primer dia de classes a la Universitat de Pennsilvània, el professor de matemàtica de Betty li va dir que s'hauria de quedar a casa criant nens en lloc de perdre temps tractant d'obtenir un títol en matemàtiques. Aquest intent de desmoralizarla va donar els seus fruits. Betty es va canviar de carrera i va començar a estudiar periodisme, justament perquè aquesta carrera distava molt de la seva vocació per la matemàtica i era a més una de les poques carreres universitàries obertes a les estudiants en aquells anys.

## Carrera
Durant la Segona Guerra Mundial, mentre els homes barallaven fora del seu país, l'exèrcit nord-americà va necessitar dones per a treballar en el càlcul de trajectòries balístiques. Betty va ser contractada pel Moore School of Engineering per treballar com ordinador i aviat va ser seleccionada com una de les sis dones que van programar l'ENIAC. Ella i les seves companyes de feina van ser classificades com a " sub - professionals". Ella al costat de les seves cinc col·legues Jean Jennings Bartik, Kathleen McNulty Mauchly Antonelli, Marlyn Wescoff Meltzer, Ruth Lichterman Teitelbaum i Frances Bilas Spence van programar l'ENIAC per realitzar càlculs balístics electrònicament. Una de les dades més cridaneres del seu treball amb l'ENIAC era que el projecte estava classificat sota secret militar, pel que els seus primers passos en la programació van tenir lloc lluny de l'equip al qual els estava vedat l'accés i per al qual van haver de dissenyar diagrames de programació. L'ENIAC va ser formalment presentada al públic el 15 de febrer de 1946 a la Universitat de Pennsylvania.
Després de la Segona Guerra Mundial, Betty va treballar en la Remington Rand i al National Bureau of Standards. Va ser cap de la secció d'investigació en programació, al laboratori de matemàtica aplicada del David Taylor Model Basin a 1959. Va ajudar a desenvolupar l'UNIVAC, va escriure el primer sistema de programació generatiu i també el primer paquet d'anàlisi estadística que va ser utilitzat en el primer cens dels EUA realitzat el 1950. Betty va treballar amb John Mauchly en el desenvolupament de les instruccions en C-10 a BINAC que va ser considerat el prototip de tots els llenguatges de programació moderns. També va participar del desenvolupament dels primers estàndards per als llenguatges COBOL i Fortran al costat de Grace Murray Hopper.
El 1997 es va convertir en l'única de les sis programadores originals de l'ENIAC en obtenir el Premi Ada Lovelace, un dels més alts honors concedits en el camp de la programació. En aquest mateix any, juntament amb les seves cinc companyes a l'ENIAC, va ingressar al Women in Technology International Hall of Fame.